# Amata subaana
Amata subaana är en fjärilsart som beskrevs av William Schaus 1925. Amata subaana ingår i släktet Amata och familjen björnspinnare. Inga underarter finns listade i Catalogue of Life.